# Championnat du Danemark féminin de football 2017-2018
Navigation
Édition précédente Édition suivante
L'Elitedivisionen 2017-2018 est la quarante-sixième saison du championnat du Danemark féminin de football. Le Brøndby IF vainqueur de la saison précédente remet son titre en jeu.

## Participants
Ce tableau présente les sept équipes qualifiées pour disputer le championnat 2017-2018. 

## Compétition
La compétition se dispute en deux temps. 
1. La première partie du championnat est une poule avec les huit participantes. Au terme des quatorze matchs les deux équipes placées aux deux dernières places sont reléguées en deuxième division.
2. la deuxième partie du championnat regroupe les six premières équipes de la première phase. Elles disputent chacune dix matchs supplémentaires. Elles commencent avec des points attribués au départ de la deuxième phase : 10 points pour l'équipe ayant terminé à la première place, 8 pour la deuxième, 6 pour la troisième, 4 pour la quatrième, 2 pour la cinquième et 0 pour la sixième.

### Classement
| Rang | Équipe                     | Pts | J  | G  | N | P  | Bp | Bc | Diff |
| ---- | -------------------------- | --- | -- | -- | - | -- | -- | -- | ---- |
| 1    | Fortuna Hjørring           | 39  | 14 | 13 | 0 | 1  | 58 | 7  | +51  |
| 2    | Brøndby IF T               | 35  | 14 | 11 | 2 | 1  | 52 | 13 | +39  |
| 3    | Ballerup-Skovlunde Fodbold | 27  | 14 | 9  | 0 | 5  | 27 | 24 | +3   |
| 4    | KoldingQ                   | 22  | 14 | 6  | 4 | 4  | 32 | 20 | +12  |
| 5    | VSK Aarhus                 | 22  | 14 | 7  | 1 | 6  | 30 | 29 | +1   |
| 6    | Odense Q                   | 7   | 14 | 2  | 1 | 11 | 19 | 39 | -20  |
| 7    | Vejle BK                   | 7   | 14 | 1  | 4 | 9  | 11 | 37 | -26  |
| 8    | Varde IF                   | 2   | 14 | 0  | 2 | 12 | 7  | 66 | -59  |

| Légende : Qualifications et relégations | Légende : Qualifications et relégations                                       |
| --------------------------------------- | ----------------------------------------------------------------------------- |
|                                         | Relégué                                                                       |
|                                         | T : Tenant du titre P : Promu C : Vainqueur de la Coupe du Danemark 2017-2018 |

| Rang | Équipe                     | Pts | J  | G | N | P | Bp | Bc | Diff |
| ---- | -------------------------- | --- | -- | - | - | - | -- | -- | ---- |
| 1    | Fortuna Hjørring           | 38  | 10 | 9 | 0 | 1 | 30 | 1  | +29  |
| 2    | Brøndby IF T'C'            | 29  | 10 | 7 | 0 | 3 | 25 | 12 | +13  |
| 3    | KoldingQ                   | 20  | 10 | 5 | 1 | 4 | 17 | 12 | +5   |
| 4    | VSK Aarhus                 | 15  | 10 | 4 | 1 | 5 | 12 | 13 | -1   |
| 5    | Ballerup-Skovlunde Fodbold | 14  | 10 | 2 | 2 | 6 | 7  | 21 | -14  |
| 6    | Odense Q                   | 3   | 10 | 1 | 0 | 9 | 6  | 33 | -27  |

| Légende : Qualifications et relégations | Légende : Qualifications et relégations                                       |
| --------------------------------------- | ----------------------------------------------------------------------------- |
|                                         | Ligue des champions féminine de l'UEFA 2018-2019                              |
|                                         | T : Tenant du titre P : Promu C : Vainqueur de la Coupe du Danemark 2017-2018 |

### Résultats
| Résultats (▼dom., ►ext.)                                   | AAR | BSF | BRO | FHJ | KOL | ODE | VAR  | VEJ |
| VSK Aarhus                                                 |     | 0-2 | 0-3 | 0-4 | 2-1 | 4-0 | 6-0  | 4-0 |
| Ballerup-Skovlunde Fodbold                                 | 3-2 |     | 0-2 | 1-6 | 3-2 | 2-0 | 5-0  | 1-0 |
| Brøndby IF                                                 | 6-0 | 2-1 |     | 2-1 | 2-2 | 9-1 | 10-0 | 5-0 |
| Fortuna Hjørring                                           | 5-0 | 7-0 | 3-1 |     | 2-1 | 2-0 | 8-0  | 6-0 |
| KoldingQ                                                   | 2-2 | 2-1 | 1-1 | 1-2 |     | 3-2 | 7-0  | 2-0 |
| Odense Q                                                   | 2-3 | 2-2 | 1-2 | 1-6 | 1-3 |     | 5-0  | 1-1 |
| VAR                                                        | 0-5 | 0-1 | 2-3 | 0-5 | 1-4 | 0-3 |      | 1-1 |
| Vejle BK                                                   | 1-2 | 1-5 | 1-4 | 0-1 | 1-1 | 2-1 | 3-3  |     |
| - Victoire à domicile - Match nul - Victoire à l'extérieur |     |     |     |     |     |     |      |     |

| Résultats (▼dom., ►ext.)                                   | AAR | BSF | BRO | FHJ | KOL | ODE |
| VSK Aarhus                                                 |     | 3-0 | 0-1 | 1-3 | 0-1 | 1-3 |
| Ballerup-Skovlunde Fodbold                                 | 2-2 |     | 1-5 | 0-4 | 1-1 | 2-1 |
| Brøndby IF                                                 | 1-0 | 1-0 |     | 1-2 | 2-1 | 8-0 |
| Fortuna Hjørring                                           | 1-2 | 1-0 | 4-1 |     | 3-1 | 7-0 |
| KoldingQ                                                   | 0-1 | 3-0 | 4-1 | 0-3 |     | 3-1 |
| Odense Q                                                   | 1-2 | 0-1 | 0-4 | 1-2 | 0-3 |     |
| - Victoire à domicile - Match nul - Victoire à l'extérieur |     |     |     |     |     |     |

## Statistiques
| Place              | Joueuse              | Club             | Buts |
| ------------------ | -------------------- | ---------------- | ---- |
| Médaille d'or      | Signe Kallesøe Bruun | Fortuna Hjørring | 14   |
| Médaille d'argent  | Signe Andersen       | VSK Aarhus       | 12   |
| Médaille de bronze | Amalie Thestrup      | BSF              | 11   |
| Médaille de bronze | Stine Larsen         | Brøndby IF       | 11   |
| 5                  | Nanna Christiansen   | Brøndby IF       | 9    |
| 6                  | Lotte Troelsgaard    | KoldingQ         | 8    |
| 7                  | Maria Hovmark        | Brøndby IF       | 7    |

## Bilan de la saison
| Championnat du Danemark féminin de football 2017-2018   |                              |
| Champion                                                | Fortuna Hjørring (10e titre) |
| Dauphin                                                 | Brøndby IF                   |
| Coupes et trophées                                      |                              |
| Vainqueur de la Coupe du Danemark 2017-2018             | Brøndby IF                   |
| Qualifications continentales                            |                              |
| Ligue des champions féminine de l'UEFA 2018-2019        | Fortuna Hjørring             |
| Ligue des champions féminine de l'UEFA 2018-2019        | Brøndby IF                   |
| Promotions et relégations                               |                              |
| Promus en Championnat du Danemark féminin de football   | FC Thy-Thisted               |
| Promus en Championnat du Danemark féminin de football   | B 93 Copenhague              |
| Relégués en Championnat du Danemark féminin de football | Varde IF                     |
| Relégués en Championnat du Danemark féminin de football | Vejle BK                     |